# Révolution démographique
On appelle révolution démographique l'accroissement démographique particulièrement important de la population mondiale au XIXe siècle. Les estimations, qui varient assez peu, indiquent une augmentation comprise entre 71 % et 79 %, la population mondiale se situant aux alentours de 900 millions de personnes en 1800 et de 1,6 milliard en 1900.
Avant la révolution démographique, le taux de natalité était très élevé à cause des besoins de main d'œuvre pour l'agriculture, de la religion ou encore par compensation au haut taux de mortalité chez les enfants. Taux de mortalité qui lui était très élevé, principalement à cause des épidémies, du mauvais hygiène et des mauvaise condition de vie, etc.
Pendant la révolution démographique, de grands changements dans l'amélioration de l'hygiène publique tels que la mise en place de l'analyse de la qualité de l'eau par exemple, ont été faits ce qui permit la diminution du taux de mortalité.
Cette augmentation de la population donnera plus de clients et de main d'œuvre pour les entreprises mais entrainera aussi un besoin de construire de plus en plus de logements. C'est pour cette raison qu'à cette époque, les villes commenceront à se construire en hauteur. 

### Sources
- Laurent Colantonio, Alice Primi, Sophie Kerignard, Véronique Fau-Vincenti, 100 fiches d'histoire du XIXe siècle, Éditions Bréal, 2004, 334 p. (ISBN 978-2-7495-0340-0, lire en ligne)